# Charles Nagel
Charles Nagel (ur. 9 sierpnia 1849 w hrabstwie Colorado, zm. 5 stycznia 1940 w Saint Louis) – amerykański prawnik, polityk, członek Partii Republikańskiej, sekretarz handlu i pracy.

## Działalność polityczna
Od 1881 do 1883 zasiadał w stanowej Izbie Reprezentantów Missouri, a od 1893 do 1897 był przewodniczącym rady miejskiej Saint Louis. W okresie od 6 marca 1909 do 4 marca 1913 był sekretarzem handlu i pracy w gabinecie prezydenta Tafta. Był założycielem Amerykańskiej Izby Handlowej.